# محمد رحمتی (بازیکن فوتبال)
محمد رحمتی (زادهٔ ۷ دی ۱۳۷۳ در تنکابن) یک بازیکن فوتبال اهل ایران است.که در پست هافبک بازی می‌کند. 

## سوابق باشگاهی
پرسپولیس
از سال ۲۰۱۰ تا سال ۲۰۱۷ برای باشگاه فوتبال پرسپولیس در رده امید و بزرگسالان بازی انجام داد. 
ماشين سازی تبریز
در سال ۲۰۱۷ با قرار دادی قرضی از پرسپولیس راهی این تیم لیگ برتری شد و یک فصل در این تیم حضور داشت.

صبای قم
با قراردادی یکساله به باشگاه صبای قم پیوست و در تمام بازی های این تیم حضور داشت.
نساجی مازندران
با قرار دادی یکساله به این تیم شمالی پیوست.
سرخپوشان پاکدشت
در سال ۲۰۱۸ به مدت یک فصل در این تیم حضور داشت.
بادران تهران
در سال ۲۰۱۹ با قرار دادی یکساله به این تیم در لیگ یک پیوست.
ملوان بندرانزلی
در سال ۲۰۲۰ با قرار دادی یکساله به این تیم با ریشه و شمالی کشور پیوست.
نیروی زمینی
در سال ۲۰۲۰ به مدت دو فصل به این باشگاه پیوست .
خوشه طلایی
در سال ۲۰۲۲ به این باشگاه در لیگ یک بازی می‌کند. 

## افتخارات

### لیگ برتر
- نائب قهرمانی در لیگ برتر به همراه تیم پرسپولیس تهران در سال ۹۵

### لیگ دسته یک
- نائب قهرمانی در لیگ آزادگان به همراه تیم نساجی مازندران در سال ۹۷